# Die goldene Schäferei

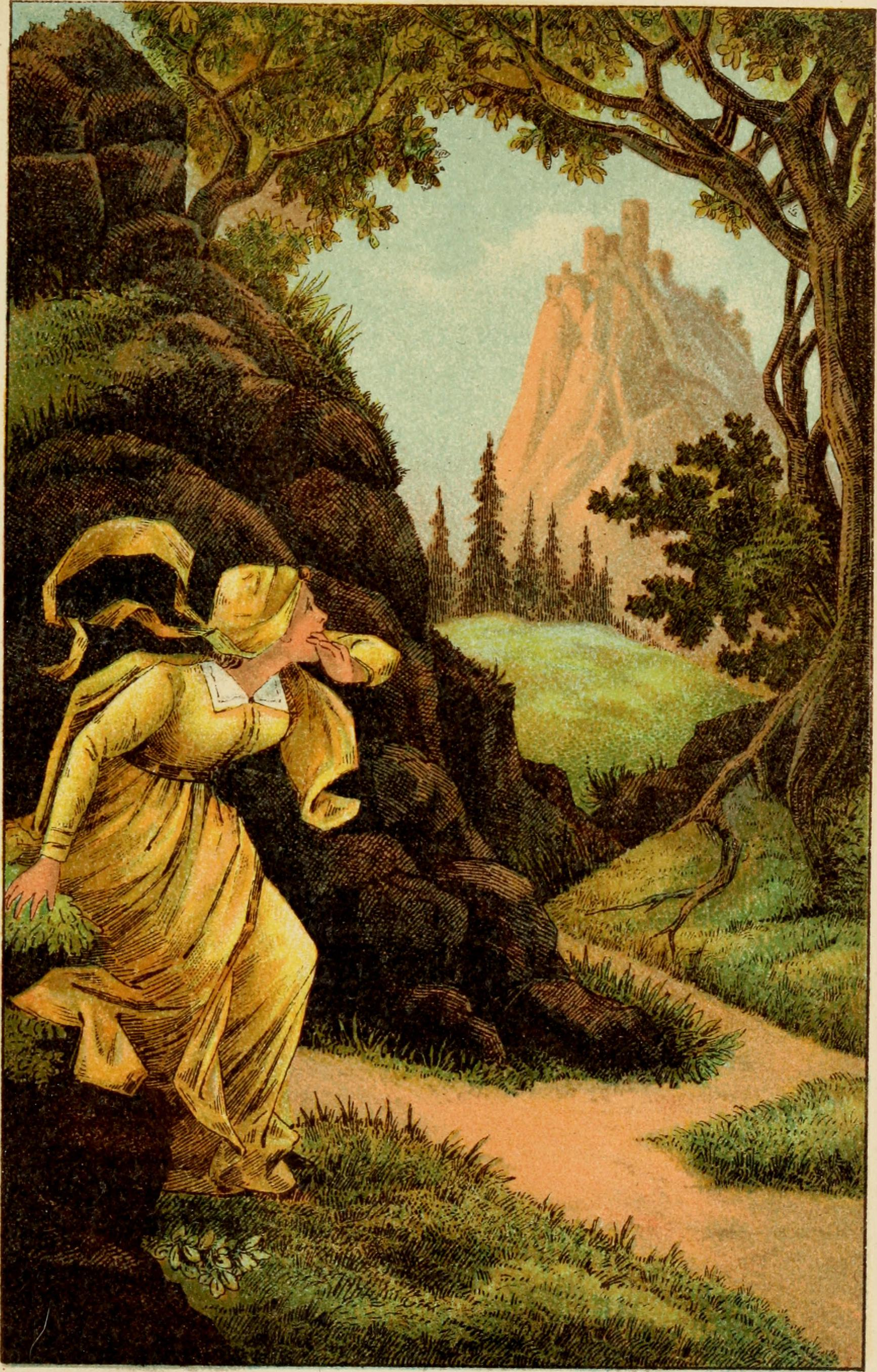
Illustration, 1890

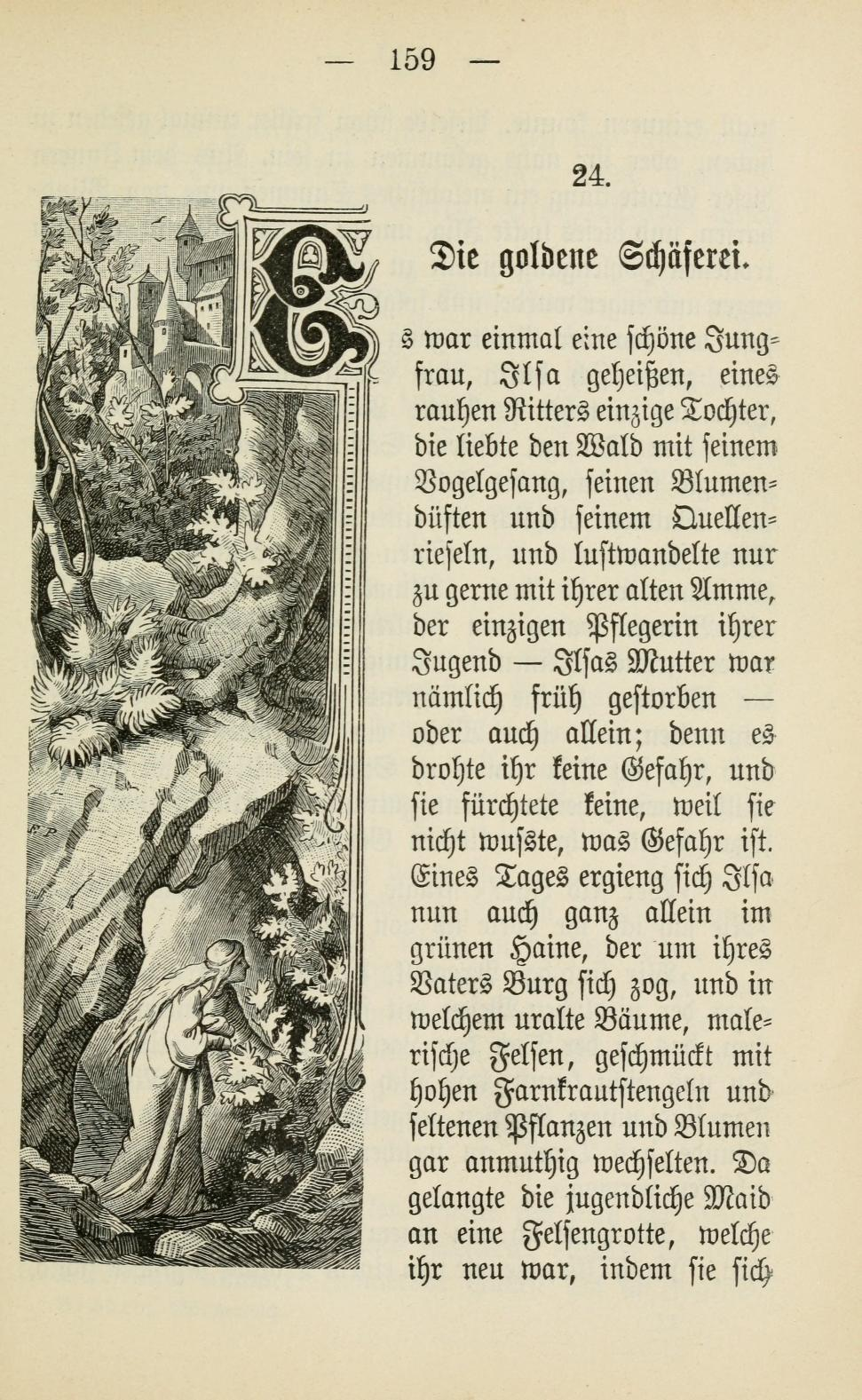
Illustration, 1890

Die goldene Schäferei ist ein Märchen. Es steht in Ludwig Bechsteins Neues deutsches Märchenbuch an Stelle 27 und stammt aus Wilhelm Börners Volkssagen aus dem Orlagau nebst Belehrungen aus dem Sagenreiche von 1838.

## Inhalt
Ilsa hat nur einen rauen Vater und eine alte Amme. Sie wandert viel im Wald und findet eine Höhle, die selten geöffnet und von Heimchen bewohnt ist. Die wollen sie als eine der ihren haben, wo nichts altert, und sie hütet die goldenen Schafe. Schließlich will sie doch wieder Tageslicht sehen, die Heimchen erlauben es widerstrebend. Da erschrickt sie, wie sich alles verändert hat. An Feiertagen darf sie die Herde draußen hüten, manchmal sprechen Menschen die bleiche Gestalt an. Einmal kommt eine Hexe, die rät ihr, mit dem Hirtenstab an der Höhle das Kreuz zu schlagen, da sind die Heimchen eingesperrt. Der Hexensohn will sie gleich zur Frau, sie schlägt wieder das Kreuz, da sieht man sein und der Hexe wahres Gesicht. Die Hexe hält die Springwurz an den Erdspalt, die Heimchen kommen heraus. Nur alle sieben Jahre noch erscheint Ilsa mit der Herde.

## Herkunft
Bechstein merkt an, laut brieflicher Auskunft Börners werde die Sage in der Gegend oft erzählt, viele Lokalbezüge habe er weggelassen. Börner erzählt ausführlicher. Die Heimchen siegten einst über Riesen und leben mit Nixen. Das Ende ist anders, ein Riese bannt Ilsa unter die Burg Ranis, die Heimchen vertreibt das Christentum. Börner lässt noch fiktive Zuhörer das Alter der Sage diskutieren.
„Springwurz“ meint wohl die Vielblütige Weißwurz, vgl. etwa die Sage zum Frohser Berg, Musäus’ Märchen Der Schatzgräber, sonst zur Handlung am ehesten Bechsteins Nr. 18 Zwergenmützchen, Grimms KHM 39 Die Wichtelmänner.